# Dipriodonta sericea
Dipriodonta sericea är en fjärilsart som beskrevs av W. Warren 1897. Dipriodonta sericea ingår i släktet Dipriodonta och familjen sikelvingar. Inga underarter finns listade i Catalogue of Life.